# مكروه لسبب قديم
مكروه لسبب قديم هي الرواية الخامسة لكاتب الخيال البوليسي الكندي بيتر روبنسون في سلسلة روايات المفتش بانكس. نُشرت في عام 1991، وفازت بجائزة آرثر إليس لعام 1992 عن «أفضل رواية».

## القصة
تم العثور على جثة كارولين هارتلي ذات ليلة قبل عيد الميلاد من قبل عشيقتها فيرونيكا شيلدون. كان مشهد مريح - نار حطب، سجادة من جلد الغنم، فيفالدي على جهاز الاستيريو، أضواء عيد الميلاد وشجرة - لكن كارولين عارية ومغطاة بالدماء. المحققة كونستابل سوزان جاي هي أول محققة في مكان الحادث. تمت ترقيتها مؤخرًا، وسرعان ما تكتسب القضية أهمية مهنية وشخصية كبيرة بالنسبة لها. سرعان ما عثرت جاي وكبير المفتشين آلان بانكس على الكثير من المشتبه بهم عندما بدأوا في الخوض في ماضي كارولين وحياتها الحالية: زوج فيرونيكا السابق، وهو مؤلف موسيقي معروف، شاعرة نسوية وفريق التمثيل وطاقم المسرحية التي كانت تتدرب عليها «كارولين»، وشقيق كارولين غريب الأطوار المنعزل غاري هارتلي. القضية الخامسة للمفتش بانكس هي قصة مثيرة للسخرية ومشبوهة عن أسرار الأسرة والعواطف الخفية والعنف اليائس.